# 李晓勇
李晓勇（1969年11月28号—），辽宁凤城人，中国篮球运动员，教练员，司职控球后卫，以准确的中远距离投篮和组织进攻出名，为九十年代中国男篮‘黄金一代’重要一员。

## 生平
1993年进入辽宁队，1995年10月选入国家队。从1993年到2003年一直效力于辽宁盼盼队。
2006年后转会陕西盖天力队，不久后又再次转会到云南红河队。2004年雅典奥运会担任中国国家女子篮球队助理教练，并有不错的成绩。

## 职业荣誉
- CBA联赛：98-99赛季中国男篮甲A联赛辽宁盼盼队获亚军时的主力队员，2002年成为中国男篮甲A联赛第一个得分达到5000分的球员。
- 男篮亚青赛：代表中国队夺得1993、1995、1997年三次篮球亚青赛冠军。
- 东亚运动会：2001年东亚运动会男子篮球冠军。
- 世界大学生运动会：2001年世界大学生运动会男子篮球亚军。
- 亚运会：2002年亚运会男子篮球亚军。
- 男篮亚洲锦标赛：2003年男篮亚洲锦标赛冠军。
- 奥运会：1996年，亚特兰大奥运会男篮八强，助攻榜前三名。